# Шелберн (река)
Шелберн (англ. Shelburne River) — река в канадской провинции Новая Шотландия, приток реки Мерсей.
Длина реки составляет 53 км, площадь бассейна — 277 км². Река течёт в южной части полуострова Новая Шотландия образуя дугу (север-восток-юг), впадает в озеро Россиньоль.
В 1968 году правительством Канады создан национальный парк Кеджимкуджик, прилегающей к реке Шелбурн. 5 % бассейна реки расположено на территории этого парка. В 1997 году река Шелберн включена в Список охраняемых рек Канады.